# 김한석
김한석(1972년 6월 2일 ~ )은 대한민국의 희극배우 출신 방송인이자 현재 MBC 기분 좋은 날 MC이다.

## 생애
서울예대 연극과 91학번이며 MBC 개그맨 특채 3기(1992)이다. 1991년부터 MBC FD로 일하다가 1992년 MBC 《일요일 일요일 밤에》으로 정식 데뷔했다.
1997년 동갑내기 배우 이상아와 결혼했으나, 1년 뒤 이혼하였으며, 2008년 2월 2일에 중학교 동창이자 요리연구가인 박선영과 결혼했다. 그의 여동생은 걸 그룹 걸스데이 멤버인 유라의 외숙모다.

## 학력
- 서울우이초등학교 (졸업)
- 선덕중학교 (졸업)
- 경동고등학교 (졸업)
- 서울예술대학교 연극과 (졸업)
- 동국대학교 언론정보대학원 신문방송학 (재학중)

## 방송 활동
- 2023년 MBC 《생방송 행복드림 로또 6/45》(2023.04.01) 1061회 게스트 출연
- 2021년  IHQ 《은밀한 뉴스룸》 단독 MC
- 2020년 채널A 《행복한 아침》 (2020.03.06) 게스트 출연
- 2018년 TV조선 《내 몸 사용 설명서》 고정출연
- 2017년 TV조선 《아름다운 당신 시즌3》 진행  (2017.03.18 ~ 2017.05.20)
- 2016년 TV조선 《살림 9단의 만물상》
- 2015년 TV조선 《닥터의 냉장고》 진행  (2015.07.12 ~ 07.26)
- 2013년 JTBC 《NSA 수사대》 진행  (2013.01.15 ~ 02.12)
- 2012년 JTBC 《대한민국 교육위원회 궁금증해결단》 고정출연  (2012.11.23 ~ 2013.10.05)
- 2012년 SBS 시트콤 《도롱뇽도사와 그림자 조작단》 카메오 출연
- 2012년 MBC 《지식 나눔 콘서트 위 러브 팜》 진행  (2012.07.04 ~ 09.19)
- 2011년 MBC 《기분좋은 날》 진행  ( ~ 현재)
- 2010년 SBS 커피하우스 - 카메오 출연
- 2010년 J골프 채널 제일저축은행컵 무한서바이벌 정글의 법칙_LPGA 진행
- 2010년 KBS_N 골프 버라이어티 《Par 스타》 진행  (2010.04.23 ~ 06.25)
- 2009년 MBC 드라마 《지붕 뚫고 하이킥》 사은풍 역 카메오 출연
- 2009년 Story on 《친절한 미선씨》 고정출연  (2009.11.16 ~ 2011.12.1)
- 2009년 tbs TV 《생방송 퇴근보감 쇼》 진행  (2009.10.05 ~ 2010.04.09)
- 2009년 SBS 《강심장》 게스트
- 2009년 OBS 경인TV 《코미디多, 웃자GO》 (2009.04.12 ~ 09.26)
- 2009년 arirang TV 《어바웃 올 투게더》 진행  (2009.03.07 ~ 2010.05.08)
- 2008년 OBS 경인TV 《리폼리폼》 (2008.07.17 ~ 10.02)
- 2007년 SBS 드라마 《날아오르다》 이차영 역 출연
- 2007년 코미디TV 《하드코어 서바이벌 RUSH》 진행
- 2006년 Xports 《Xports 매거진》 진행
- 2005년 KBS2 《구수한 세상 누룽지》
- 2002년 SBS 《재미있는 TV천국》
- 2002년 KBS2 《슈퍼TV 일요일은 즐거워》 「MC대격돌 공포의 쿵쿵따」
- 2001년 MBC 《찾아라! 맛있는 TV》 진행  (2001.11.10 ~ 2010년 7월)
- 2001년 코미디TV 《생방송 코미디쇼》
- 2001년 SBS 《이홍렬 쇼》
- 2001년 KBS2 《쇼 행운의 신용카드》
- 2001년 설특집 《스타 퀴즈쇼》
- 2001년 설특집 《진행 대왕전》
- 2001년 KBS1《夜 한밤에》
- 2001년 《김한석의 쇼킹토킹》
- 2000년 KBS2 《TV는 사랑을 싣고》

1990년대 (아래부터)
- KBS2 시사터치 코미디파일의 「김한석의 최종분석」코너 MC
- SBS 기쁜 우리 토요일의 코너 MC
- KBS2 TV는 사랑을 싣고
- MBC 퀴즈여행 달려라 지구촌 MC
- KBS2 체험 삶의 현장
- MBC 사랑의 스튜디오 「러브러브쉐이크」 코너 진행
- MBC 오늘은 좋은 날
- MBC 코미디 동서남북
- MBC 일요일 일요일 밤에

## 홍보대사
- 2008년 이태원 지구촌 축제 홍보대사

## 같이 보기
- 유재석
- 이휘재
- 강호동
- 이경규
- 송은이
- 남희석
- 신동엽
- 김제동
- 이창명
- 박수림
- 이훈
- 배동성
- 박연경
- 김정근